# تووالو در المپیک تابستانی ۲۰۲۴
ورزشکارانی به نمایندگی از تووالو با تصمیم کمیته ملی المپیک این کشور، در بازی‌های المپیک تابستانی ۲۰۲۴ در پاریس، فرانسه، شرکت کردند. این مسابقات از ۲۶ ژوئیه تا ۱۱ اوت ۲۰۲۴ (۵ تا ۲۱ امرداد ۱۴۰۳ خورشیدی) برگزار شد. حضور آنها در این دوره، پنجمین حضور پیاپی ورزشکاران تووالو را در بازی‌های المپیک تابستانی از زمان نخستین حضورشان نشان داد. نخستین دوره حضور آنها در المپیک ۲۰۰۸ بود.
در این دوره از بازی‌ها تنها دو ورزشکار در رشته دو و میدانی از طرف این کمیته در المپیک حاضر بودند. دو ورزشکار این کشور در نهایت در کسب مدال ناکام ماندند.

## شرکت‌کنندگان
ورزشکاران تووالو در رشته ورزشی زیر در این دوره از مسابقات به رقابت با دیگران پرداختند.
| ورزش        | مردان | زنان | مجموع |
| ----------- | ----- | ---- | ----- |
| دو و میدانی | ۱     | ۱    | ۲     |
| کل          | ۱     | ۱    | ۲     |

## دو و میدانی
از این کشور دو ورزشکار سرعتی به نام‌های کارالو مایبوکا و تمالینی ماناتوآ به رقابت‌ها اعزام شدند که در ماده ۱۰۰ متر زنان و مردان به رقابت پرداختند.
مایبوکا یک دوره حضور در المپیک را در بازی‌های المپیک تابستانی ۲۰۲۰ در کارنامه خود دارد. او  در بخش ۱۰۰ متر مردان در  در توکیو، ژاپن شرکت کرده بود. او در این دوره توانست رکورد ملی تووالو در رشته دو و میدانی را ارتقا دهد اما با این همه نتوانست به مرحله یک چهارم نهایی صعود کند. تمالینی ماناتوآ، در ۱۰۰ متر زنان رقابت کرد. او نیز در مرحله مقدماتی از دور مسابقات کنار رفت.
پیش از بازی‌ها، مایبوکا با دوندگان سرعت فیجیایی در دانشگاه اقیانوس آرام جنوبی در سووا، فیجی، جایی که در آنجا مستقر است، تمرین کرد.

### رویداد دو
| ورزشکار         | رویداد        | مقدماتی  | مقدماتی | حذفی        | حذفی        | نیمه نهایی  | نیمه نهایی  | نهایی       | نهایی       |
| ورزشکار         | رویداد        | نتیجه    | رتبه    | نتیجه       | رتبه        | نتیجه       | رتبه        | نتیجه       | رتبه        |
| --------------- | ------------- | -------- | ------- | ----------- | ----------- | ----------- | ----------- | ----------- | ----------- |
| کارالو مایبوکا  | ۱۰۰ متر مردان | ۱۱٫۳۰ NR | ۷       | پیشروی نکرد | پیشروی نکرد | پیشروی نکرد | پیشروی نکرد | پیشروی نکرد | پیشروی نکرد |
| تمالینی ماناتوآ | ۱۰۰ متر زنان  | ۱۴٫۰۴ PB | ۸       | پیشروی نکرد | پیشروی نکرد | پیشروی نکرد | پیشروی نکرد | پیشروی نکرد | پیشروی نکرد |

## منبع
1. ↑  «اعلام تاریخ دقیق برگزاری المپیک و پارالمپیک ۲۰۲۴ پاریس». تسنیم. ۲۰ بهمن ۱۳۹۶. دریافت‌شده در ۱۲ آذر ۱۴۰۳.
2. ↑  "Athletics MAIBUCA Karalo Hepoiteloto". Paris 2024. Retrieved 3 August 2024.
3. ↑  "Athletics MANATOA Temalini". Paris 2024. Retrieved 3 August 2024.
4. ↑  May, Sam (19 June 2024). "Paris 2024: Tuvalu sends a solitary athlete to the Olympics". Inside the Games. Archived from the original on 19 June 2024. Retrieved 2 July 2024.
5. ↑  Caddock, Robert (24 May 2024). "Rising sea levels threaten Tuvalu as a nation, but that won't stop the Paris dream". Herald Sun. Archived from the original on 24 May 2024. Retrieved 3 July 2024.
6. ↑  "Athletics Paris 2024 Final Entries". World Athletics. Retrieved 12 July 2024.